# Суворощь
Су́ворощь (устар. Суворщ) — река во Владимирской области России, правый приток реки Клязьмы (бассейна Волги). Длина — 126 км, площадь водосборного бассейна — 1390 км².
Река Суворощь вытекает из болотца у посёлка Мстёра (Вязниковский район Владимирской области) и впадает в Клязьму на 12-м км на уровне 68 м. В низовьях берега Суворощи низкие, течение тихое. Бассейн реки расположен в карстовой зоне.

## Притоки (км от устья)
- 17 км: ручей Суходол (лв)
- 31 км: река Важня (лв)
- 52 км: река Илинда (лв)

Бассейн Клязьмы

- 66 км: ручей Инга (руч. Ингирь) (пр)
- 68 км: река Шумарь (лв)
- 75 км: река Индрус (Индаус, Вынарус, Важенка) (пр)
- 86 км: река Селезень (Селезня) (пр)

## Данные водного реестра
По данным государственного водного реестра России относится к Окскому бассейновому округу, водохозяйственный участок реки — Клязьма от города Ковров и до устья, без реки Уводь, речной подбассейн реки — бассейны притоков Оки от Мокши до впадения в Волгу. Речной бассейн реки — Ока.
Код объекта в государственном водном реестре — 09010301112110000033921.